# ريتشارد نيكسون (سياسي)
ريتشارد نيكسون (بالإنجليزية: Richard Ivor "Red" Nixon)‏ هو سياسي أمريكي، ولد في 5 أكتوبر 1901، وتوفي في 4 مارس 1975. حزبياً، نشط في الحزب الديمقراطي.